# Zu (zoologia)
Il genere Zu comprende due specie di pesci d'acqua salata appartenenti alla famiglia Trachipteridae.

## Descrizione
Come tutti i Lampridiformes hanno un aspetto peculiare, in queste specie, infatti, il corpo, che nella regione cefalica ed addominale è compresso lateralmente ed alquanto alto, si restringe fortemente nella regione della coda, diventando molto sottile. La pinna dorsale è lunghissima e, nella porzione più anteriore, porta 6 raggi allungati. La pinna anale è invece assente. Le pinne ventrali sono ridotte ad alcuni raggi e le sono molto piccole. La pinna caudale è suddivisa in una porzione superiore, composta da un certo numero di raggi uniti dalla membrana ed una porzione inferiore, che porta in genere un solo raggio, rivolto in basso. L'occhio è piuttosto grande.

Il colore è argenteo con alcune bande verticali più scure.

Raggiungono e superano il metro di lunghezza.

## Alimentazione
Le specie del genere Zu si cibano di pesci e cefalopodi.

## Riproduzione
Uova e larve palagiche. I giovani hanno aspetto assai diverso dagli adulti, con i raggi delle pinne pettorali e della dorsale molto lunghi.

## Pesca
Occasionale con reti a strascico e palamiti operanti a notevoli profondità. Le carni sono scadenti.

## Specie
- Zu cristatus
- Zu elongatus